# سامانثا هولاند
سامانثا هولاند (بالإنجليزية: Samantha Holland)‏ هي ممثلة بريطانية، ولدت في 17 سبتمبر 1969.